# Suspicious Minds
Suspicious Minds è un brano musicale registrato per la prima volta da Mark James, alias Francis Zambon, autore del brano, nel 1968. Dopo il fallimento commerciale di questa prima registrazione, fu cantato da Elvis Presley l'anno successivo. La sua versione raggiunse presto il primo posto nella classifica Billboard Hot 100 degli Stati Uniti..
Pubblicata su singolo, Suspicious Minds fu uno dei successi che rivitalizzarono la carriera di Presley, dopo il '68 Comeback Special. Fu il suo ultimo numero uno in classifica negli Stati Uniti. La rivista Rolling Stone ha classificato la canzone alla posizione numero 91 nella lista delle "500 migliori canzoni di sempre" da loro redatta.

## Il brano
Il brano è caratterizzato da un sound tipico degli anni sessanta; il testo parla di un amore che non riesce a spiccare il volo in quanto frenato da troppi sospetti ("suspicious minds" si potrebbe tradurre "se viviamo nel sospetto", sottolineandone così la natura bilaterale descritta nel testo).
Il singolo è l'ultimo della carriera di Elvis Presley ad aver raggiunto la prima posizione negli Stati Uniti (capeggiò la Billboard Hot 100 per una settimana, il 1º novembre del 1969), la RIAA certificò Suspicious Minds disco di platino per aver venduto 1 milione di copie negli Stati Uniti. In Canada arriva primo per due settimane, nel Regno Unito secondo, in Germania settimo ed in Norvegia decimo.
Nel 2003 la canzone è stata inserita alla posizione numero 91 nella Lista delle 500 migliori canzoni secondo Rolling Stone; nel 1983 è stata inserita nella colonna sonora del film di Jim McBride All'ultimo respiro, nel 2001 nel film Black Hawk Down - Black Hawk abbattuto di Ridley Scott e nel film Prima ti sposo, poi ti rovino dei fratelli Joel ed Ethan Coen.

### Composizione
Mark James raccontò di aver composto Suspicious Minds di notte, nell’appartamento in cui viveva all’epoca: «Pensai subito al titolo, mentre improvvisavo un riff con la mia Fender. Una volta messo assieme il grosso del pezzo, andai in studio e lo portai a termine su un pianoforte a coda». Il testo tratta di una relazione messa a dura prova dalla mancanza di fiducia, in cui l’unica via d'uscita sembra essere quella di mettere da parte le proprie incertezze e guardare avanti. Quando scrisse la canzone, James era sposato con la sua prima moglie, una donna molto gelosa.

### Registrazione
Presley registrò la sua versione di Suspicious Minds nelle stesse sessioni che diedero la luce ad altri due suoi singoli di successo come In the Ghetto e  Kentucky Rain, durante le cosiddette "Memphis sessions" del gennaio/febbraio 1969 all'American Sound Studio. Il brano rappresenta la miglior prova della collaborazione tra Presley e Chips Moman, rendendo la versione di Elvis notevolmente migliore della versione originale incisa da Mark James l'anno prima. Anche se l'arrangiamento dei due brani è molto simile, a fare la differenza sono principalmente la voce di Presley, i guizzi della chitarra con cui si apre il brano e l'interazione perfetta tra Elvis e il coro. Ad accompagnare il cantante sono i celebri Memphis Boys, un gruppo di turnisti costituito da Reggie Young alla chitarra, Bobby Wood al piano, Bobby Emmons all'organo, Gene Chrisman alla batteria, Tommy Cogbill al basso, Mike Leech al basso e all'arrangiamento e Chips Moman alla produzione. In particolare per registrare questo brano Young suonò una Gibson Super 400 in precedenza appartenuta a Scotty Moore, che l'aveva utilizzata in molte incisioni con Presley; Moman aveva acquistato lo strumento proprio dal celebre chitarrista barattandolo con un set di campane a tastiera.  
La coda a sfumare del brano, a dissolvenza incrociata, fu una idea del co-produttore delle sessioni insieme a Moman, Felton Jarvis. L'aggiunta non piacque per niente a Chips Moman e a vari DJ di Memphis, i quali pensavano che Jarvis, con quella trovata, "avesse quasi ucciso la canzone".
La prima esecuzione in pubblico del brano risale al concerto tenutosi presso l'International Hotel di Las Vegas il 31 luglio 1969, e il singolo venne pubblicato nell'autunno seguente. Raggiunse la prima posizione in classifica negli Stati Uniti e la tenne per tre settimane consecutive. Ad oggi il singolo rimane uno dei più venduti nella storia, con oltre 7 milioni di copie vendute in tutto il mondo.

## Cover
La canzone è stata in seguito reinterpretata da molti artisti, tra i tanti: Ben E. King, Dee Dee Warwick, Dwight Yoakam, Pete Yorn, Robbie Williams, Ronan Keating, Will Young, Gareth Gates, Fine Young Cannibals (nella cui versione partecipa ai cori Jimmy Somerville), Bruce Springsteen, Waylon Jennings, Gianni Morandi (tradotta in italiano con il titolo Che cosa dirò), Johnny Hallyday (tradotta in francese con il titolo Soupçons), e Luciano Ligabue con il titolo Ultimo tango a Memphis.
La melodia della canzone Ignudi fra i nudisti, contenuta nell'album Studentessi di Elio e le Storie Tese, è stata scritta ascoltando questa canzone al contrario.